# Three Dog Night
Three Dog Night — американская рок-группа, образовавшаяся в 1968 году и исполнявшая мелодичный поп-рок с элементами ритм-энд-блюза, фанка, соул и глэм-рока.
В 1969—1975 гг. группа имела большой коммерческий успех: в общей сложности её 12 альбомов в США получили «золотой» статус, 21 сингл вошёл в американский Top 40 (11 — в первую десятку), семь из них стали золотыми, а три — «Mama Told Me Not to Come», «Joy to the World» и «Black and White» поднялись на вершину хит-парада. По данным Dunhill Records Three Dog Night в 1970—1975 годах продали во всем мире 40 миллионов альбомов.

## История группы
Необычное название Three Dog Night появилось после того, как вокалист Дэнни Хаттон и его тогдашняя подруга Джейн Фэрчайлд прочли в журнале о том, что австралийские аборигены холодные ночи проводят в землянках в обнимку с собаками динго; ночь, когда для обогрева требуются три собаки, считается особенно холодной.
TDN почти не писали собственных песен, но приобрели репутацию мастеров кавер-версий. В частности, хитами в их исполнении стали песни Гарри Нилссона («One»), Рэнди Ньюмана («Mama Told Me Not to Come»), Лоры Ниро («Eli’s Coming»), Пола Уильямса («An Old Fashioned Love Song», «Out in the Country»), Расса Балларда из Argent («Liar»), Хойта Экстона («Joy to the World» и «Never Been To Spain»), Элтона Джона и Берни Топина («Lady Samantha» и «Your Song»), Джона Хайатта («Sure As I’m Sittin' Here»), Лео Сэйера («The Show Must Go On»). Элтон Джон говорил позже, что началу собственного взлёта к поп-звездности обязан исключительно каверу TDN на «Your Song».
Почувствовав, что интерес к ним сходит на нет, Three Dog Night дали прощальный концерт в лос-анджелесском Greek Theater 26 июля 1976 года и объявили о распаде.
Однако, уже в 1981 году состоялся реюнион, в котором приняли участие все члены первого состава за исключением Джо Шерми. Часто меняя состав, группа продолжала гастролировать и время от времени записываться.
В 2000 году Three Dog Night были удостоены почётного места в Зале славы вокальных групп (The Vocal Group Hall of Fame).

## Дискография

### Альбомы
- 1968 — Three Dog Night
- 1969 — Suitable for Framing
- 1970 — It Ain't Easy[англ.]
- 1970 — Naturally
- 1971 — Harmony
- 1972 — Seven Separate Fools
- 1973 — Cyan
- 1974 — Hard Labor
- 1975 — Coming Down Your Way
- 1976 — American Pastime
- 1983 — It’s a Jungle